# Châteaudouble, Drôme
 Châteaudouble  là một xã thuộc tỉnh Drôme trong vùng Auvergne-Rhône-Alpes đông nam nước Pháp. Xã Châteaudouble, Drôme nằm ở khu vực có độ cao trung bình 380 mét trên mực nước biển.